# Jawan
 (février 2023).
La mise en forme du texte ne suit pas les recommandations de Wikipédia : il faut le « wikifier ».
Les points d'amélioration suivants sont les cas les plus fréquents. Le détail des points à revoir est peut-être précisé sur la page de discussion.
- Les titres sont pré-formatés par le logiciel. Ils ne sont ni en capitales, ni en gras.
- Le texte ne doit pas être écrit en capitales (les noms de famille non plus), ni en gras, ni en italique, ni en « petit »…
- Le gras n'est utilisé que pour surligner le titre de l'article dans l'introduction, une seule fois.
- L'italique est rarement utilisé : mots en langue étrangère, titres d'œuvres, noms de bateaux, etc.
- Les citations ne sont pas en italique mais en corps de texte normal. Elles sont entourées par des guillemets français : « et ».
- Les listes à puces sont à éviter, des paragraphes rédigés étant largement préférés. Les tableaux sont à réserver à la présentation de données structurées (résultats, etc.).
- Les appels de note de bas de page (petits chiffres en exposant, introduits par l'outil «  Source ») sont à placer entre la fin de phrase et le point final[comme ça].
- Les liens internes (vers d'autres articles de Wikipédia) sont à choisir avec parcimonie. Créez des liens vers des articles approfondissant le sujet. Les termes génériques sans rapport avec le sujet sont à éviter, ainsi que les répétitions de liens vers un même terme.
- Les liens externes sont à placer uniquement dans une section « Liens externes », à la fin de l'article. Ces liens sont à choisir avec parcimonie suivant les règles définies. Si un lien sert de source à l'article, son insertion dans le texte est à faire par les notes de bas de page.
- La présentation des références doit suivre les conventions bibliographiques. Il est recommandé d'utiliser les modèles {{Ouvrage}}, {{Chapitre}}, {{Article}}, {{Lien web}} et/ou {{Bibliographie}}. Le mode d'édition visuel peut mettre en forme automatiquement les références.
- Insérer une infobox (cadre d'informations à droite) n'est pas obligatoire pour parachever la mise en page.

Pour une aide détaillée, merci de consulter Aide:Wikification.
Si vous pensez que ces points ont été résolus, vous pouvez retirer ce bandeau et améliorer la mise en forme d'un autre article.
Pour plus de détails, voir Fiche technique et Distribution.
Jawan est un film d'action/thriller indien en hindi écrit et réalisé par Atlee (en). Il met en vedette Shahrukh Khan dans un double rôle avec Vijay Sethupathi, Nayantara, Sanya Malhotra et Priyamani, tandis que Deepika Padukone fait une apparition. La musique du film est composée par Anirudh Ravichander.
Le tournage commence en septembre 2021 et se termine en février 2023. Il a lieu à Pune, Mumbai, Hyderabad, Chennai et Aurangabad. Il sort en salle le 7 septembre 2023.

## Fiche technique
Sauf indication contraire, les informations mentionnées dans cette section peuvent être confirmées par la base de données cinématographiques IMDb,  présente dans la section « Liens externes ».
- Titre français : Jawan
- Réalisation : Atlee
- Scénario : Atlee
- Photographie : G.K. Vishnu
- Montage : Antony L. Ruben
- Musique : Anirudh Ravichander
- Pays d'origine : Inde
- Langues originales : hindi et anglais
- Format : Couleurs - 2,35:1
- Genre : action, thriller
- Durée : 169 minutes
- Date de sortie :
  - Monde : 7 octobre 2023

## Distribution
- Shahrukh Khan : Vikram Rathore / Azad
- Nayantara : Narmada
- Vijay Sethupathi : Kalee Gaikwad
- Priyamani : Lakshmi
- Sanya Malhotra : docteur Eeram
- Sunil Grover : Irani
- Yogi Babu : Pappu
- Riddhi Dogra : Kaveri
- Mansoor Ali Khan :
- Astha Agarwal :
- Deepika Padukone (caméo) : Aishwarya Rathore, la femme de Vikram

## Production

### Développement
Fin 2019, une rumeur affirme que Shahrukh Khan ferait équipe avec le réalisateur tamoul Atlee. Le projet est confirmé en 2020,. En mai 2021, il est signalé que le tournage commence bientôt.
Nayantara est retenu comme actrice principale, marquant ainsi ses débuts au cinéma hindi, Priyamani, Sunil Grover, Sanya Malhotra et Yogi Babu rejoignent ensuite le casting. Babu retrouve Khan après une décennie, la fois précédente étant dans Chennai Express. Rana Daggubati se voit offrir le rôle d'antagoniste mais a refusé en raison de problème de santé. Le rôle est donc attribué à Vijay Sethupathi,,. Deepika Padukone apparaît dans un caméo.

### Tournage
La tournage principal commence en septembre 2021 à Pune,. Le film est tourné à Pune, Mumbai, Hyderabad, Chennai et Aurangabad,,,.

## Musique
Allah Rakha Rahman aurait été approché par le réalisateur Atlee pour composer la bande originale du film. Rahman décline l'offre pour des raisons inconnues. Anirudh Ravichander est alors choisi, ce qui marque ses débuts en tant que compositeur solo à Bollywood, après avoir composé auparavant une chanson pour David et la musique de fond de Jersey . Les droits musicaux sont possédés par T-Series,.

## Sortie
Le film est doublé et diffusé en langues tamoule, télougou, malayalam et kannada.